# Мохаммед Газзаз
Мохаммед Газзаз (араб. حميد الهزاز, нар. 30 листопада 1945, Фес — 13 січня 2018, Фес) — марокканський футболіст, що грав на позиції воротаря.
Виступав, зокрема, за клуб МАС (Фес), а також національну збірну Марокко, у складі якої був учасником чемпіонату світу, Олімпійських ігор та трьох Кубків африканських націй.

## Клубна кар'єра
У дорослому футболі дебютував 1962 року виступами за команду МАС (Фес), кольори якої і захищав протягом усієї своєї кар'єри гравця, що тривала цілих двадцять три роки. Більшість часу, проведеного у складі МАС, був основним гравцем команди, провівши у складі клубу понад 800 матчів у всіх турнірах. Триразовий чемпіон Марокко (1965, 1979, 1983).

## Виступи за збірну
27 квітня 1969 року дебютував в офіційних матчах у складі національної збірної Марокко у відбірковому турнірі до чемпіонату світу 1970 року проти Тунісу (0:0). В підсумку марокканці зуміли вперше в історії кваліфікуватись на чемпіонат світу. У фінальній частині чемпіонату світу 1970 року у Мексиці Газзаз вийшов на поле в одному матчі — 11 червня 1970 року проти Болгарії (1:1), принісши своїй команді перше очко в історії турніру. Втім через поразку у двох попередніх матчах групи марокканці не вийшли в наступний раунд.
1972 року Бужемаа взяв участь спочатку у Кубку африканських націй в Камеруні, де був запасним воротарем і на поле не виходив, а команда не подолала груповий етап, а потім і в літніх Олімпійських іграх 1972 року, де вже був основним гравцем, зігравши у всіх шести іграх своєї команди
1975 року Газзаз зіграв на Середземноморських іграх у Алжирі. Там марокканці вийшли з групи з другого місця, не зазнавши жодної поразки, але потім програли спочатку півфінал, а потім і матч за 3-тє місце, обидва рази в серії пенальті, і залишилась без медалей. Газзаз був основними воротарем команди у всіх цих п'яти іграх.
У 1976 і 1978 роках брав участь у фінальних турнірах Кубка африканських націй, зігравши 6 і 3 матчі відповідно, причому в 1976 році зі своєю командою став чемпіоном. В обох цих фінальних турнірах КАН включався до складу символічної збірної турніру на позиції воротаря. Також з командою Мохаммед виграв футбольний турнір Панарабських ігор 1976 року, що пройшли у Дамаску, зігравши у всіх 6 іграх турніру.
Загалом протягом кар'єри у національній команді, яка тривала 10 років, провів у її формі 73 матчі, пропустивши 70 голів.
Помер 13 січня 2018 року на 73-му році життя у місті Фес.

## Досягнення
МАС (Фес)
- Чемпіон Марокко (3): 1964/65, 1978/79, 1982/83
- Володар Кубка Марокко (1): 1979/80

 Збірна Марокко
- Переможець Кубка африканських націй (1): 1976